# Tale of Tales
El conte dels contes (en italià: Il racconto dei racconti; en anglès, Tale of Tales), és una pel·lícula italiana del 2015 dirigida per Matteo Garrone, en el seu debut cinematogràfic en anglès. La pel·lícula adscrita en el gènere de fantasia fosca, és una adaptació cinematogràfica del Pentameró o Lo cunto de li cunti (1634), un recull de contes de fades de Giambattista Basile. Va guanyar el premi David di Donatello i va estar seleccionada per competir a la Palma d'Or del Festival de Canes 2015. Ha estat doblada i subtitulada en català.

## Argument
La pel·lícula consta de tres episodis basats lliurement en Lo cunto de li cunti que s'entrellacen entre si: "La cérvola encantada", "La vella escorçada" i "La puça".

#### La cérvola encantada
El rei i la reina de Selvascura no aconsegueixen tenir fills. Un nigromant suggereix a la reina que si es menja el cor d'un drac marí cuinat per una verge, quedarà prenyada però sacrificarà una vida. La víctima esdevé el rei, que mata el monstre però mor de les ferides. Després de menjar-se el cor, la reina concep un fill, Elies, albí com el drac. Sorprenentment, la cuinera verge, que ha flairat els vapors de la cocció, també dona a llum un altre fill idèntic, Jonah. Els nois es fan molt amics, cosa que fa engelosir la reina que intenta matar Jonah sense èxit. El jove abandona el regne, però abans de marxar clava un ganivet a l’arrel d’un arbre i hi fa brollar una font, mentre diu al seu amic que l'aigua clara significa que la seva vida no corre perill. Un dia, la font es torna tèrbola i Elies marxa a alertar en Jonah. Llavors el nigromant diu a la reina que els dos nois són inseparables i que el seu desig només el resoldrà emprant la violència. La reina accepta un nou pacte, disposada a pagar qualsevol preu. Elies troba Jonah ferit en una cova on habita un monstre que els amenaça i intenta matar Jonah, però dubta a atacar Elies, el qual finalment mata al monstre. Jonah, acompanyat d’Elies, retorna amb la seva família, mentre a la cova, el cadàver en descomposició del monstre es transforma en el de la reina.

#### La vella escorçada
El llibertí rei de Roccaforte sent curiositat per saber qui hi ha darrere la deliciosa veu d'una dona que canta. La festeja des de dalt del seu castell sense saber que és una de les velles germanes Imma i Dora. Després d'un enginy que fa creure al rei que la Dora és jove i bella, aquesta accepta passar la nit amb ell amb la condició que estiguin a les fosques. El rei està d’acord, però l'endemà a la llum del dia s'horroritza en veure-la i fa que els guàrdies la llencin per la finestra. Queda penjada de les branques d’un arbre i una bruixa, en veure-la, profereix un encanteri que la torna jove. Temps després, el rei la troba durant una cacera i la pren com a esposa. La Dora convida l'Imma al casori i es compromet a cuidar-la, però li diu que no pot quedar-se a viure al castell. L'Imma es nega a marxar, demanant el secret de la bellesa i la joventut de la seva germana. Enfadada, la Dora li diu que l'han escorçada viva apareixent el seu cos jove de l’interior d’una crosta de vella. Fora del castell, l'Imma troba algú que l'escorça, deixant-la sagnada i desfigurada.

#### La puça
El rei d'Altomonte amaga a la seva habitació una enorme puça com a mascota. Quan la bèstia mor, el rei li treu la pell i organitza un concurs. Tot pensant que ningú ho sabrà, només com a divertiment, ofereix la mà de la seva filla Violeta a aquell que endevini de quin animal prové. Inesperadament, un ogre amb un nas desenvolupat ho endevina. Violeta, horroritzada, demana al rei que no la lliuri a l’ogre, però el rei li diu que no pot faltar a la paraula donada. Quan marxa després de casar-se amb l'ogre, la jove retreu al pare el poc amor que li ha mostrat. L'ogre porta la Violeta a la seva cova, on la viola i la reté presonera. Una família d'acròbates l'ajuda a escapar, però l'ogre els persegueix i els mata a tots. Tanmateix, la Violeta aconsegueix calmar la seva fúria abans de tallar-li la gola. Torna al castell del seu pare malalt i ensenya el cap de l'ogre. El rei cau de genolls plorant davant dels cortesans i la Violeta.
Un temps després, Elies esdevingut rei, Dora i el rei de Roccaforte són convidats a la coronació de la Violeta. Mentre els assistents miren enlaire l’espectacle d’un funambulista caminant sobre un filferro en flames, la joventut de la Dora comença a esvair-se i espaordida fuig del castell.

## Temes
En una entrevista a la revista Variety, Matteo Garrone posa èmfasi en la contemporaneïtat dels tres contes i en els diferents temes a en abordar el desig obsessiu: “l'estètica; el desig de tenir un fill; el conflicte intergeneracional; la difícil transició de l'adolescència a l'edat adulta”. Tot i que es van considerar altres contes, aquests tres van ser escollits per explicar "la història d'una dona en tres etapes de la seva vida: joventut, maternitat i vellesa".

## Repartiment
- Salma Hayek: la reina de Selvascura
- John C. Reilly: el rei de Selvascura
- Toby Jones: el rei d'Altomonte
- Vincent Cassel: el rei de Roccaforte
- Shirley Henderson: Imma
- Hayley Carmichael: Dora
- Stacy Martin: Dora de jove
- Christian Lees: Elies
- Jonah Lees: Jonah
- Bebe Cave: Violeta
- Kathryn Hunter: la bruixa
- Alba Rohrwacher: l'artista de circ
- Guillaume Delaunay: l'ogre
- Franco Pistoni: el nigromant
- Jessie Cave: Fenizia

## Producció

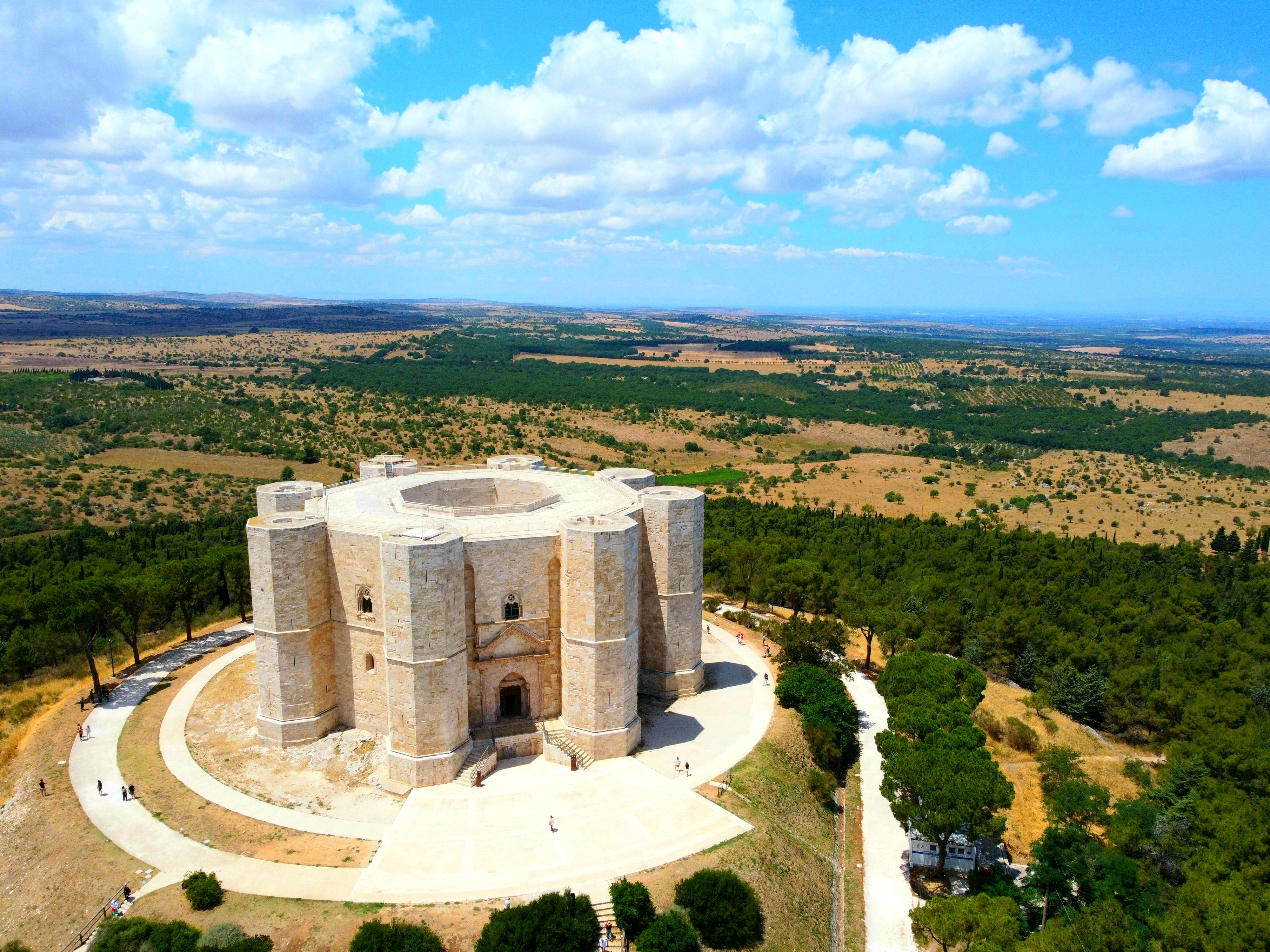
Castel del Monte, el castell octogonal d'Andria (Pulla)

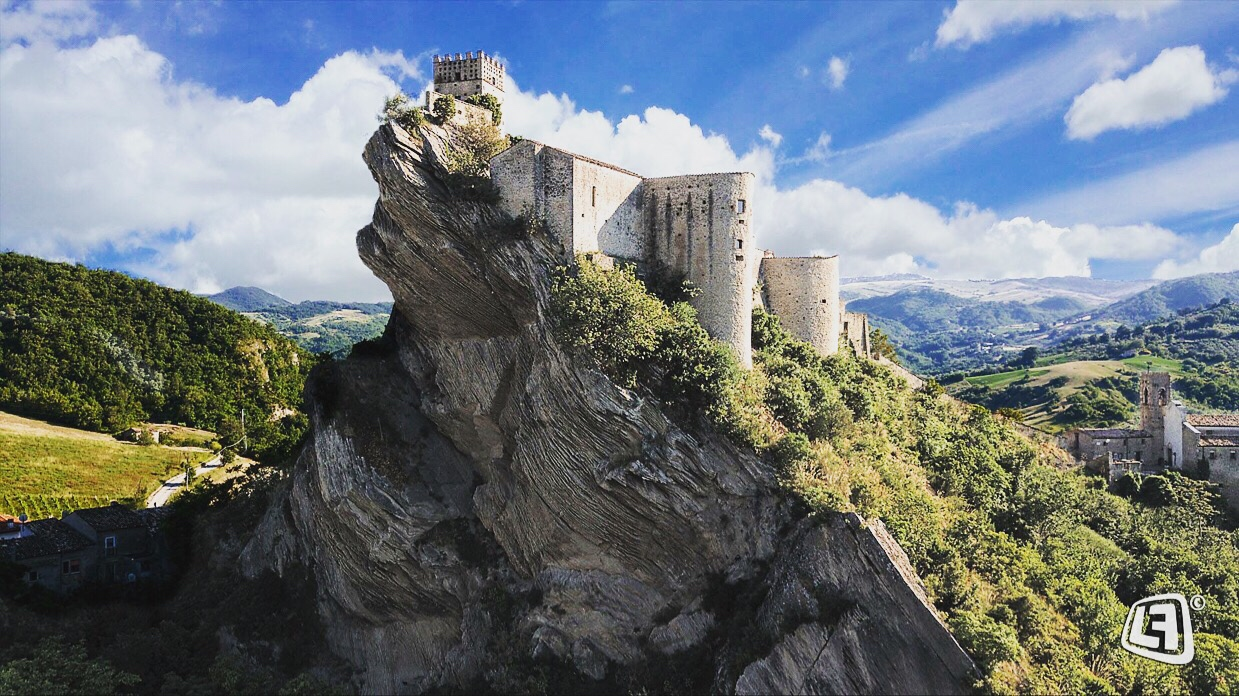
Castell de Roccascalegna (Abruços)

El rodatge va començar el 15 de maig de 2014 i va durar quatre mesos.

### Localitzacions
Garrone va explicar a Variety que les ubicacions havien de ser reals però que semblessin construïdes en un estudi.
Palau reial i Palau de Capodimonte (Nàpols), Castel del Monte (Andria - Pulla), Gioia del Colle (Pulla), Laterza (Pulla), Mottola (Pulla), Castell de Donnafugata (Ragusa - Sicília), Castell de Roccascalegna (Abruzzo) Castell de Sammezzano (Reggello - Toscana), Vie Cave de Sorano (Toscana), Viterbo (Laci).